# トップランキングスターズ
『トップランキングスターズ』（Top Ranking Stars）はタイトーから1993年にリリースされたアーケードゲーム。ジャンルは対戦型格闘ゲーム形式のボクシングゲームである。現在、どの機種にも移植されていない。

## ゲームのルール
8方向レバー、3ボタンでプレイヤーを操作する。3ボタンは弱・中・強に設定されている。
CPU戦は6人の中から1人を選んで、最初に残りの5人と戦う。次にその5人のうちの1人からリターンマッチを受けて、最後にCPU専用キャラクター2人と対決する。
2P対人戦では同じキャラクターを選択することが可能。

## 登場キャラクター

### プレイヤーキャラクター
加納 勝一
日本人ボクサー。6人の中では平均的な性能を持つ。
ストーム･ヴァイパー
出身不明の覆面ボクサー。加納と同等の性能を持つ。
マイケル・エルラルド
アメリカの黒人ボクサー。パワー系の性能を持つ。
タムシン・バオルタオ
本業はムエタイ選手だが、ボクシングの代表になったタイ人。スピードに秀でている。
アルデバラン・ニッパー
モヒカンヘアだが、元野球選手のカナダ人ボクサー。リーチに優れている。
ブルース・ハシミコフ
ロシア人ボクサー。6人の中では最も攻撃力が高い。

### ボスキャラクター
遮那王
日本のカブキボクサー。長髪を使った不意打ちが得意。
リチャード・ハイマー
イギリス人ボクサー。最終ボス。彼の必殺技は自分自身を爆炎に包み、そこからストレートとボディブローを打ち分けるというもので、モーションからはどちらが来るかまるで分からないため、見てからガードするのはほぼ不可能。おまけに出掛かりに無敵時間までついているという、反則級の必殺技である。